# Большой Ыллымах
Большо́й Ыллыма́х (якут. Улахан Ыллымах) — река в Якутии, левый приток Тимптона. Длина реки составляет 86 км, водосборная площадь — 2980 км².
Река образуется при слиянии Левого и Правого Ыллымахов на высоте ниже 565 метров над уровнем моря на Томмотской гряде Алданского нагорья. Течёт по дуге, сначала на северо-восток, потом на восток по гористой местности. В низовьях ширина реки 60 метров, глубина — 1 метр.
Река имеет 19 притоков длиной более 10 км. Замерзает во второй половине октября, вскрывается в середине мая.
На реке расположен посёлок Ыллымах.

## Притоки
Объекты перечислены по порядку от устья к истоку.
- 20 км: Лакус
- 36 км: Эмельджак
- 40 км: Бэс-Юрэх
- 43 км: Русская
- 48 км: Сибяк
- 74 км: Юкунгра